# Marioneiland
Marioneiland is een klein eilandje in de Indische Oceaan. Samen met het buureilandje Prins Edwardeiland vormt het het Zuid-Afrikaanse gebiedsdeel Prins Edwardeilanden.
Het Marioneiland is het grootste van de twee Prins Edwardeilanden. Het is 19 kilometer lang en 12 kilometer breed en heeft een oppervlakte van 290 vierkante kilometer. Het eiland heeft een kustlijn van 72 kilometer die grotendeels uit kliffen en rotsen bestaat. Het hoogste punt van het eiland, tevens het hoogste punt van de Prins Edwardeilanden, is de State President Swart Peak. Deze top is 1230 meter hoog. Marioneiland ligt ongeveer 19 kilometer ten zuidwesten van Prins Edwardeiland. De eilanden liggen zo'n 1770 kilometer van de Zuid-Afrikaanse havenstad Port Elizabeth.
Het eiland is vulkanisch en is een deel van een voornamelijk onder water gelegen schildvulkaan. Het eiland is op 4 maart 1663 ontdekt door de Nederlandse zeevaarder Barend Barendszoon Lam, die het naar zijn schip Maerseveen noemde. Omdat Barend Lam de verkeerde breedtegraad noteerde, was het eiland lange tijd onvindbaar. In januari 1772 zag de Fransman Marc-Joseph Marion du Fresne de Prins Edwardeilanden terwijl hij onderweg was naar Antarctica. Het Marioneiland is naar hem vernoemd.
In 1947 annexeerde Zuid-Afrika het eiland en installeerde er een meteorologisch onderzoeksstation. Dit station houdt zich thans bezig met de biologie op het eiland. Er leven verschillende soorten vogels, onder andere albatrossen, pinguïns, meeuwen en stormvogels. Ook komt er de vlinder Pringleophaga marioni voor. Deze kan niet vliegen en is endemisch op Marioneiland.
Door de mens geïntroduceerde muizen vormen op Marioneiland een zo grote bedreiging voor onder meer de grijskopalbatros - de kuikens worden door muizen aangevroten - dat verdelging met muizengif in 2023 op het programma staat.